# 宇恵さやか
宇恵 さやか（うえ さやか、1978年3月28日 - ）は、日本のアイドル、タレント。所属事務所はアバンギャルドを経て、アヴィラに所属していたが現在は退所している。

## 経歴
山梨県出身。デビュー当初は、ビッグアップル (渋谷区)に所属しており、芸名も「柳和佐（やなぎ かずさ）」としていた。2002年、アバンギャルドへ移籍。浅田好未と2代目パイレーツを結成。初代とは一線を画し、お笑い路線は廃してグラビア中心の活動を行った。2004年にパイレーツを解散。ソロ活動となってからは、テレビや演劇などに出演。
デビュー当時は1981年生まれだった。

## テレビ出演
- ランクる!（2001年-2003年フジテレビ）
- エブナイ Saturday（2001年、フジテレビ）エブサタガール
- GameWave(テレビ東京)
- コスモ★エンジェル（2002年、東海テレビ・BSフジ）
- 超K-1宣言 (2002年、日本テレビ）2002 K-1 JAPANガール
- 速報!デジ生ジャイアンツ (2002年、BS日テレ）
- Newsアカデミー（2003年、BS-i）
- 優子がゼッタイ!（2005年-2006年 、中京テレビ）
- Deep Love ホスト（2004年-2005年、テレビ東京）ひとみ役
- GAME JOCKEY（2003年-2005年、テレビ東京）
- 水戸黄門
  - 第36部 第9話「御老公の悪党志願！・小浜」（2006年9月18日、TBS/C.A.L( - お志野 役
  - 第41部 第11話「夢にまで見たお母さん・大坂」（2010年6月21日、TBS）
- グラビアの美少女（時期不明、MONDO21）